# Cucullia tiefi
Cucullia tiefi là một loài bướm đêm trong họ Noctuidae.